# Gabriela Mistral
Gabriela Mistral, właściwie Lucila de María del Perpetuo Socorro Godoy Alcayaga (ur. 7 kwietnia 1889 w Vicuña, zm. 10 stycznia 1957 w Hempstead w stanie Nowy Jork) – chilijska poetka, dyplomatka i działaczka oświatowa. Laureatka literackiej Nagrody Nobla za rok 1945.

## Życiorys
Lucila Godoy Alcayaga urodziła się 7 kwietnia 1889 w małym miasteczku Vicuña, w chilijskich Andach. Wśród jej przodków były osoby pochodzenia hiszpańskiego, baskijskiego oraz indiańskiego. Wychowywała się w małej andyjskiej wiosce Montegrande, gdzie uczęszczała do szkoły podstawowej prowadzonej przez jej starszą siostrę, Emelinę Molinę. Jej ojciec Juan Gerónimo Godoy Villanueva był nauczycielem, pisał wiersze, grał na gitarze i śpiewał córce. Opuścił rodzinę gdy Lucila miała 3 lata i rzadko ich odwiedzał. Jego kreatywność rozbudziła u Mistral do poezji, podobnie jak babka, która zachęcała ją do zapamiętywania wersetów biblijnych. W wieku piętnastu lat zaczęła utrzymywać siebie i matkę, krawcową Petronilę Alcayagę Rojas, pracując jako pomoc nauczycielska w nadmorskim mieście Compañia Baja, niedaleko La Serena.

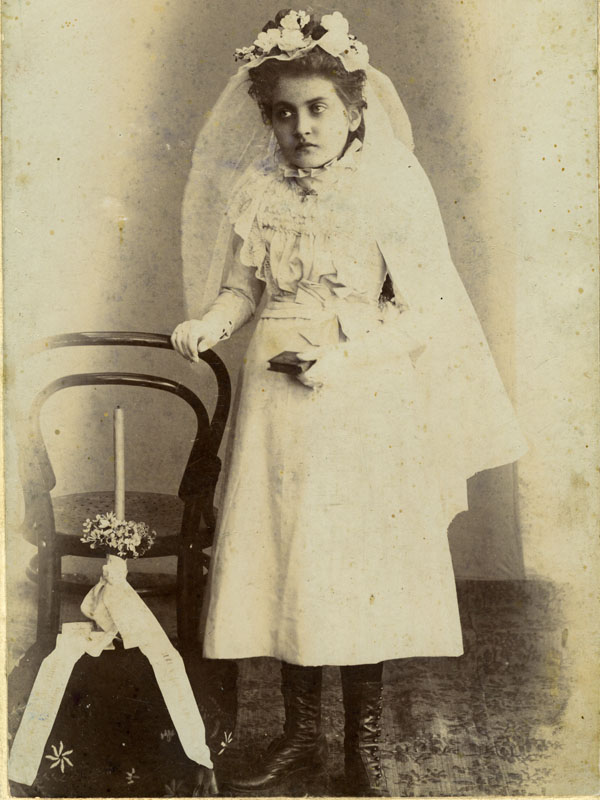
Gabriela Mistral, 1901 r.

W 1904 roku Mistral opublikował kilka wczesnych wierszy, takich jak Sny (Ensoñaciones), List intymny (Carta Íntima) i Nad morzem (Junto al Mar) w lokalnej gazecie El Coquimbo: Diario Radical i La Voz de Elqui, używając różnych pseudonimów i odmian swojego nazwiska. W 1906 opublikowała artykuł zatytułowany Edukacja kobiet  (La instrucción de la mujer), w którym poruszyła problem ograniczeń, jakie dotykały edukacji kobiet.
W 1906 Mistral poznała Romelio Ureta, swoją pierwszą miłość, który popełnił samobójstwo w 1909 po tym, jak ujawniono dokonane przez niego defraudacje. Wkrótce potem drugi mężczyzna, który wywarł wpływ na jej życie emocjonalne, poślubił inną kobietę. Wydarzenia te znalazły odzwierciedlenie w jej wierszach. Pięć lat później wydała tomik wierszy miłosnych Sonetos de la muerte upamiętniających zmarłego. Za sprawą tych utworów zdobyła dużą popularność w Ameryce Łacińskiej. 

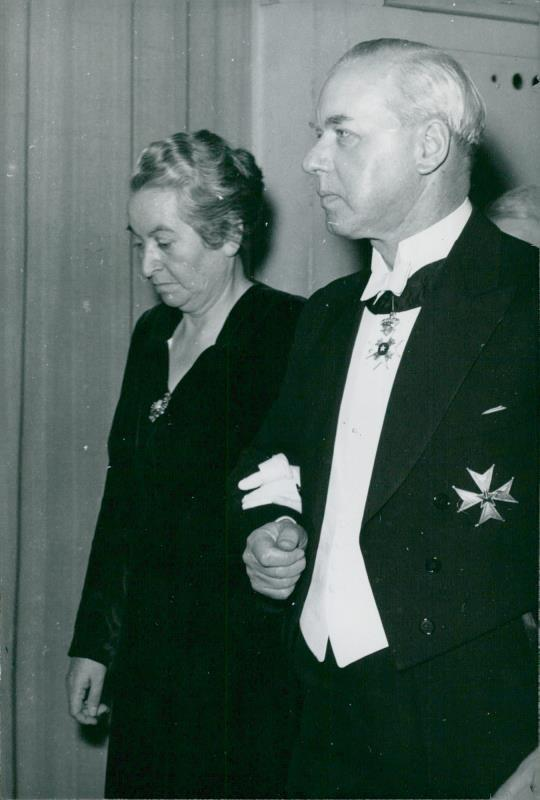
Gabriela Mistral i Anders Österling podczas ceremonii wręczania Nagrody Nobla, 1945

Pseudonim Gabriela Mistral zaczęła używać od czerwca 1908 w większości swoich prac. Pseudonim literacki utworzyła z dwóch nazwisk, włoskiego poety i pisarza Gabriele D'Annunzio i francuskiego poety tworzącego w języku prowansalskim Frédérica Mistrala.
W 1908 była nauczycielką w mieście La Cantera. W 1910 przeniosła się do Santiago, gdzie uzyskała certyfikat nauczycielski. Pracowała w różnych szkołach w całym kraju, m.in. w miastach Traiguén, Punta Arenas, Antofagasta i Temuco. W 1913 miała miejsce jej pierwsza publikacja poza Chile. Wysłała opowiadanie i kilka wierszy do pisma literackiego „Elegancias” w Paryżu, który umieścił je w jednym z numerów pisma. Zwróciło to uwagę przyszłego prezydenta Chile, który mianował ją dyrektorką liceum dla dziewcząt Liceo de Niñas w Punta Arenas. W okresie napisała trzy wiersze zatytułowane Paisajes de la Patagonia (Patagońskie krajobrazy), które odzwierciedlały jej przeżycia i uczucia związane z oddaleniem od rodziny i reszty świata. Zorganizowała wiele ważnych inicjatyw, w tym wieczorne zajęcia dla pracowników, którzy nie mogli chodzić do szkoły oraz zajęcia dla ubogich. 
W 1921 Mistral została dyrektorem nowej, prestiżowej szkoły w stolicy Chile, Santiago. Pisała i publikowała wiersze, artykuły i wiele innych materiałów edukacyjnych. Zainteresowała się także pismami religijnymi i duchowymi poprzez kontakty z Chilijskim Towarzystwem Teozoficznym. Rok później wydała swoją pierwszą książkę zatytułowaną Desolación. Po publikacji zaczęła podróżować i wykładać poza Chile. Lata 1922-1934 spędziła przeważnie za granicą. W czerwcu 1922 wyjechała do Meksyku na zaproszenie meksykańskiego ministra edukacji i poety José Vasconcelosa, aby współpracować w przeprowadzeniu reformy systemu edukacji po rewolucji meksykańskiej. Następnie wyjechała do USA i Europy. W 1925 Mistral została sekretarzem sekcji latynoamerykańskiej Ligi Narodów w Paryżu. Była konsulem chilijskim w Neapolu, Madrycie i Lizbonie.  

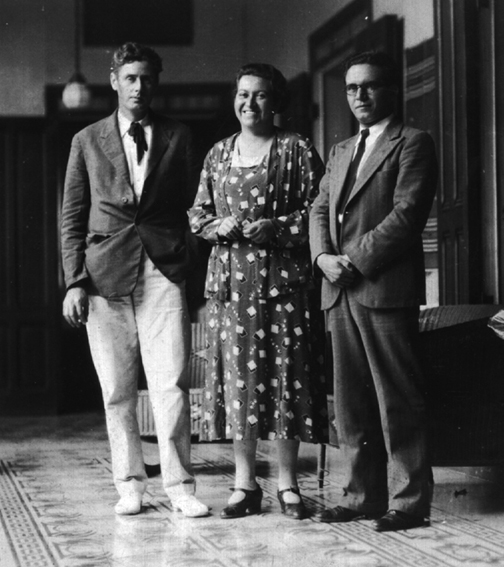
Gabriela Mistral z Salvadorem Salazarem Arrué i Adolfo Ortegą Díazem, 1933

Nadal podróżowała i prowadziła zajęcia na różnych uczelniach, była profesorem wizytującym w Barnard College, Columbia University w Nowym Jorku oraz w Vassar College w Poughkeepsie. 1933 objęła kierownictwo konsulatu w Madrycie. W tym samym roku adoptowała swojego siostrzeńca, Juana Miguela. Reprezentowała Chile i Meksyk w Brazylii, Hiszpanii, Portugalii, USA i we Włoszech.  
W czasie II wojny światowej przebywała w Brazylii, gdzie poznała Lottę i Stefana Zweigów, z którymi szybko nawiązała przyjacielskie stosunki. W 1942 Zweig popełnił samobójstwo, a rok później odebrał sobie życie adoptowany syn poetki. W 1943 Mistral została wybrana na członka honorowego Amerykańskiej Akademii Sztuki i Literatury. W 1945 otrzymała Nagrodę Nobla w dziedzinie literatury, jako pierwszy laureat w tej dziedzinie pochodzący z Ameryki Łacińskiej. 
W ostatnich latach życia choroba nowotworowa zmusiła ją do wycofania się z życia publicznego. W 1954 wróciła do Chile, gdzie została entuzjastycznie przyjęta. W ostatnich latach swojego życia Mistral mieszkała w Nowym Jorku. Zmarła na raka trzustki 10 stycznia 1957 w wieku 67 lat w swoim domu w Hempstead. 21 stycznia 1957 został ogłoszony w Chile dniem żałoby narodowej.

## Upamiętnienie
W 1979 została ustanowiona Międzyamerykańska Nagroda im. Gabrieli Mistral w dziedzinie kultury. Wśród odznaczonych znaleźli się peruwiański poeta Antonio Cisneros i brytyjski piosenkarz rockowy Sting. Rząd chilijski ustanowił również na jej cześć nagrodę, Order Zasługi Gabrieli Mistral, która jest przyznawana pisarzom, artystom i naukowcom. W 2007 prezydent Chile, Michelle Bachelet, ogłosiła finansowanie nowojorskiej Fundacji Gabriela Mistral w celu kontynuowania spuścizny poetki poprzez finansowanie programów pomocy biednym dzieciom i osobom starszym. W 2009 chilijska prezydent Michelle Bachelet zmieniła nazwę dawnej siedziby rządu Pinocheta na Centro Cultural Gabriela Mistral. Jej wizerunek został umieszczony na banknocie o wartości 5000 peso.
Pomniki Mistral znajdują się w wielu miejscowościach w Chile. W Santiago znajduje się mural Homenaje a Gabriela Mistral autorstwa chilijskiego artysty Fernando Dazy.

## Nagrody i wyróżnienia
22 grudnia 1914 r. Gabriela Mistral otrzymała pierwszą nagrodę w konkursie literackim Juegos Florales w stolicy Chile, Santiago, za poemat Los Sonetos de la muerte. 
W 1945 r. otrzymała Nagrody Nobla w dziedzinie literatury, za: „poezję liryczną, która zainspirowana potężnymi emocjami uczyniła z jej nazwiska symbol idealistycznych aspiracji całego świata latynoamerykańskiego”.

## Dzieła
- Sonety śmierci (Sonetos de la muerte, 1911)
- Niepocieszenie (Desolación, 1922)
- Czułość (Ternura, 1924)
- Karczowanie (Tala, 1938)
- Tłocznia (Lagar, 1954)

### Niewydane w języku polskim
- Lecturas para Mujeres (1923)
- Nubes Blancas y Breve Descripción de Chile (1934)
- Antología: Selección de Gabriela Mistral (1941)
- Los sonetos de la muerte y otros poemas elegíacos (1952)
- Recados (1957)
- Poesías completas (1958)
- Poema de Chile (1967)
- Lagar II (1992)